# إريكا أماتو
إريكا أماتو (بالإنجليزية: Erika Amato) هي مغنية وممثلة أمريكية، ولدت في 7 ديسمبر 1969 في بلينفيلد (نيوجيرسي) في الولايات المتحدة.

## وصلات خارجية
- إريكا أماتو على موقع IMDb (الإنجليزية)
- إريكا أماتو على موقع ميوزك برينز (الإنجليزية)
- إريكا أماتو على موقع أول موفي (الإنجليزية)
- إريكا أماتو على موقع ديسكوغز (الإنجليزية)
- إريكا أماتو على موقع قاعدة بيانات الفيلم (الإنجليزية)
- إريكا أماتو على موقع كينوبويسك (الروسية)